# H. Leiter
Die H. Leiter GmbH ist ein deutsches Dienstleistungsunternehmen für Leergutlogistik mit Sitz in Werra-Suhl-Tal. Die H. Leiter GmbH erzielte im Geschäftsjahr 2018 einen Umsatz von 110 Millionen Euro.
Das 1999 in Wildeck gegründete Unternehmen übernahm 2014 den Wettbewerber Steinseifer in Wenden. 2018 beteiligte sich die Radeberger Gruppe mit 74 % an Leiter.
Unter dem Begriff Leergut Leiter sortiert das Unternehmen Leergut entweder an verschiedenen Brauereistandorten oder in Europas größter Sortieranlage in Berka/Werra. Dadurch ist Leiter ein Bindeglied zwischen Getränkefachgroßhandel und Abfüllindustrie (meist Brauereien).
Neben dem Firmensitz hat Leiter Standorte in München, Gotha, Wenden, Wernesgrün, Dortmund, Hamminkeln, Freiberg, Freienbrink und Chodová Planá.
Die Notwendigkeit des Sortierens umweltfreundlicher Mehrwegflaschen ergibt sich aus der Vielzahl von verwendeten Bierflaschen-Designs. Alternativ müssten die Brauereien selbst in Sortieranlagen investieren.